# Guerra de Coto
La guerra de Coto fue un conflicto bélico surgido entre Costa Rica y Panamá que ocurrió entre el 21 de febrero y el 5 de marzo de 1921. Una fuerza expedicionaria ocupó en nombre de Costa Rica la localidad de Pueblo Nuevo de Coto, un caserío en las márgenes del río homónimo. La incursión se justificó por el hecho de que desde tiempos coloniales no se tenía una frontera definida entre Costa Rica y Panamá, y ambas naciones consideraban la zona alrededor de Coto como parte de su territorio. El hecho encendió el nacionalismo en ambas naciones, donde se organizaron fuerzas voluntarias para resolver militarmente el conflicto.
El desarrollo de la guerra se dio en dos escenarios: el primero fue en Coto, donde las fuerzas panameñas en unos días lograron revertir y rechazar las acciones de Costa Rica en la zona, culminando en una victoria táctica de Panamá; el segundo fue en la provincia de Bocas del Toro, que se inició el 4 de marzo, donde las fuerzas costarricenses ocuparon de manera rápida los pueblos de Guabito, Changuinola y Almirante, ya que las fuerzas panameñas se habían retirado estratégicamente hacia la ciudad de Bocas del Toro. La aparición del cañonero estadounidense USS Sacramento el día 5 de marzo, evitó el confrontamiento en esa zona y obligó al retiro de las fuerzas costarricenses hasta más allá del río Sixaola.
Debido a la presión de los Estados Unidos, a través del ultimátum del Secretario de Estado Bainbridge Colby, Panamá debió aceptar bajo el Fallo White la cesión de la zona de Coto; mientras que Costa Rica debió renunciar a sus pretensiones territoriales en Bocas del Toro. Como Estados Unidos objetaba en defensa de los intereses de sus empresas bananeras tomaron medidas drásticas para cortar el conflicto, y concluir en la definición de las fronteras entre ambas naciones, que llegaría en 1941 con el Tratado Echandi-Fernández.

## Antecedentes

### Historia colonial

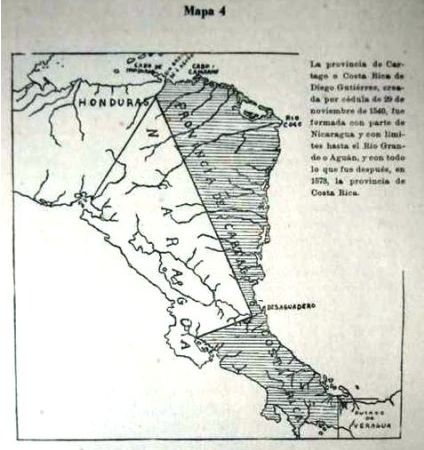
Extensión de la provincia de Nueva Cartago y Costa Rica hacia 1540. Al este de la provincia se ubica el ducado de Veragua.

La frontera entre Panamá y Costa Rica no estuvo bien delimitada desde la época colonial. Tras la llegada de Cristóbal Colón a la región de Bocas del Toro en 1502, se fundó la gobernación de Veragua, pero en 1537 se dividió en dos territorios: el ducado de Veragua, un señorío dado a los descendientes de Colón; y la Veragua Real, cuyos territorios se extendían hasta la actual Nicaragua, que quedó bajo dominio directo de la Corona española. El ducado consistió de un territorio cuadrado en medio del istmo de Panamá, que separaba los territorios de Castilla de Oro y Veragua Real. Posteriormente, en 1540 Veragua Real es convertido en la Provincia de Nueva Cartago y Costa Rica, cuyos territorios se extendían desde el ducado de Veragua hasta el este de Honduras.
Se intentaron fundar poblados, pero éstos no duraron más que meses. En 1540 se fundó el poblado de Badajoz, a orillas del río Sixaola, pero fue destruido. En 1560, en la bahía de Almirante se fundó la villa de Castillo de Austria, pero fue abandonada al año siguiente por su ubicación inhóspita y malsana. En 1577, se fundó en las orillas del río Cricamola la Ciudad de Artieda del Nuevo Reino de Navarra, que quedó bajo jurisdicción de la nueva provincia de Costa Rica, pero fue abandonada al año siguiente por las mismas razones.
En 1573, Felipe II de España suscribió un contrato con el capitán Diego de Artieda y Chirinos. En este contrato estableció que el límite con Costa Rica al sur se extendía, "todo lo que corre la tierra al ducado de Veragua", sin embargo los límites del ducado nunca fueron definidos con claridad en esa época, aparte que en 1556 el duque decidió devolver el territorio a la Corona española.
En 1605 fue fundada en el margen sur del Sixaola, la efímera Santiago de Talamanca por el conquistador Diego de Sojo y Peñaranda, y tuvo cierta prosperidad llegando a ser capital de la nueva provincia de Duy y Mexicanos en 1610, que se extendía desde el Sixaola hasta la isla Escudo de Veraguas, pero en ese mismo año una rebelión indígena encabezada por los cabécar que terminó en una masacre, obligó al abandono de la ciudad y la disolución de Duy y Mexicanos.
La región de Bocas del Toro fue considerado desde la época colonial como parte de la Costa de los Mosquitos, que abarcaba desde la isla Escudo de Veraguas hasta el cabo Gracias a Dios, y finalmente fue incluida en la Capitanía General de Guatemala, dependiente del Virreinato de la Nueva España, si bien por la Real Cédula de 1803 su jurisdicción fue trasladada al Virreinato de la Nueva Granada.

### Disputa entre Colombia y Costa Rica

Reclamaciones de frontera hechas por Colombia, Costa Rica y la República Federal de Centroamérica, según el uti possidetis iuris de 1810.

Con la independencia del istmo de Panamá en 1821 (y su posterior adhesión a la Gran Colombia) y el surgimiento de la República Federal de Centro América en 1824, la disputa por Bocas del Toro se hizo más evidente.
En 1836, temiendo la creciente influencia inglesa en el Caribe, Centroamérica proclamó la autoridad en la isla de Bocas de Toro y nombró a Juan Galindo para el establecimiento del distrito de Morazán. No obstante, la República de la Nueva Granada envió dos buques y un destacamento para expulsar a las fuerzas centroamericanas, lográndolo el 18 de diciembre, sin ninguna acción militar. Costa Rica protestó por la acción, considerándolo como una «usurpación», pero temiendo el poderío militar neogranadino se abstuvo de tomar acciones hasta la Separación de Panamá de Colombia en 1903, y permaneció como un reclamo fronterizo. Reafirmando la soberanía neogranadina, el 26 de mayo de 1837, se denominó a Bocas del Toro como un cantón de la provincia de Veragua y en 1843 fue constituido como territorio nacional, con beneficios tributarios y atribuciones sociopolíticas especiales.
En 1840, con la breve independencia del istmo panameño por Tomás Herrera con el nombre de Estado del Istmo, volvió al tapete el asunto fronterizo. La nueva república buscaba reconocimiento internacional y se fijó en su vecino inmediato, Costa Rica. Herrera designó al agente Pedro de Obarrio para entrevistarse con el Jefe Supremo del Estado de Costa Rica, Braulio Carrillo, el 21 de septiembre de 1841. En dicha reunión, Carillo condicionó el reconocimiento de Costa Rica y las relaciones con el istmo, a cambio de la cesión de la zona de Bocas del Toro. El estado panameño no puso objeciones al tratado de amistad: fue aprobado por el congreso panameño el 9 de diciembre de 1841 y Tomás Herrera lo sancionó al día siguiente. No obstante, Costa Rica demoró en aprobar y sancionar el tratado, ya que el Estado del Istmo se reintegró a la Nueva Granada el 31 de diciembre de 1841, y no fue hasta el 28 de enero de 1842 cuando Carrillo lo sancionó, quedando nulo el tratado por ser extemporáneo.
Posteriormente se realizaron varios tratados limítrofes (Tratado Calvo-Herrán en 1856, Tratado Castro-Valenzuela en 1865 y Tratado Montúfar-Correoso en 1873), pero no fueron ratificados por ambos gobiernos. No obstante, la disputa fronteriza cambiaba de escenario hacia la zona sur, sobre el Golfo Dulce y la Península de Burica, donde décadas después ocurrirá el conflicto.
La zona este del Golfo Dulce fue una zona donde las comunidades indígenas pudieron resguardarse durante la época colonial, ya que fue poco explorado, pero éstos desaparecieron. No fue hasta la década de 1830 que un grupo de personas provenientes de Chiriquí (en ese entonces parte de la Gran Colombia) que comenzaron a poblarlo. Hacia 1844 el gobierno de Costa Rica fue informado de la existencia de un poblado en el sitio de unas pocas familias de origen «extranjero», pero que reconocían la autoridad costarricense. En 1849, Costa Rica cedió terrenos para una colonización agrícola francesa pero que en 1852 terminó en fracaso. La presencia de chiricanos en el territorio siguió siendo tan relevante, que en 1861 el gobernador de la provincia de Puntarenas, Carlos Moya, visitó el Golfo Dulce y corroboró que la mayor parte de los 200 habitantes eran chiricanos. No obstante, la nula presencia de autoridades costarricenses, hizo que Colombia afirmara su presencia en el Golfo Dulce.
Colombia, a través de la asamblea del Estado Soberano de Panamá, dispuso el arriendo de los cocales o cocoteros entre Punta Burica y el río Esquinas, abarcando los pueblos de Coto, Pavón, Banco y Golfito. En 1870 y 1875 Costa Rica reclamó que esa zona estaba en su soberanía y constantemente se quejó que autoridades colombianas estaban recaudando contribuciones en los caseríos; pero Colombia argumentó que esa zona pertenecía al distrito de Alanje.

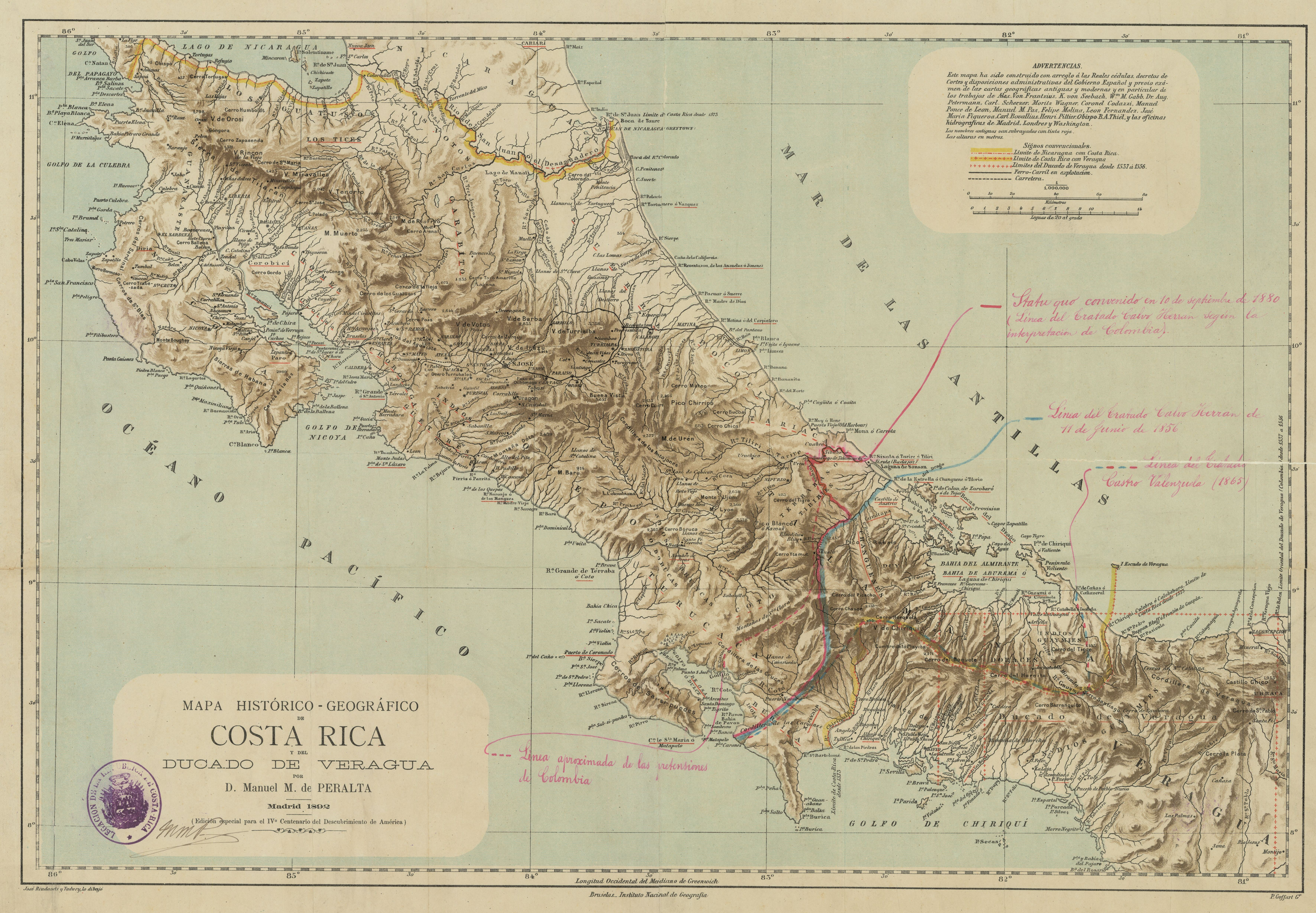
Mapa histórico-geográfico de Costa Rica y el ducado de Veragua (1892).
Durante el Costa Rica fijó su frontera con Colombia a partir del río Chiriquí Viejo, la cordillera Central y el río Calovébora hasta la isla Escudo de Veraguas (línea amarilla). Con ello, buscaba reclamar la zona de Bocas del Toro.
Mientras que Colombia fijó su frontera con Costa Rica a partir del río Golfito y se extendía hasta el valle del río Sixaola. Colombia reclamaba la zona oriental del golfo Dulce y Talamanca.

La situación escaló en agosto de 1878 cuando Tomás Guardia, presidente de Costa Rica, visitó el Golfo Dulce en el buque de guerra Irazú y ordenó la regularización de la población inmigrante de Colombia, y trasladándolos a otro punto. Cuando Costa Rica ocupó los cocales de Burica, instalando un jefe político, provocó la protesta del presidente del Estado Soberano de Panamá, Gerardo Ortega, y se debió enviar una fuerza armada para proteger los cocales. Al no haber retroceso en las intenciones de Costa Rica, el presidente de Colombia, Rafael Núñez, viajó a Panamá junto con los secretarios de Guerra y Relaciones Exteriores. También en la escaramuza tuvo la presencia del buque estadounidense USS Adams, que llegó al Golfo Dulce el 29 de febrero de 1880 con la intención de establecer una estación carbonera con el beneplácito del jefe político de Burica. Colombia, alarmada por la situación, expresó a través del Senado una resolución emitida el 14 de abril de 1880 pidiendo el respeto de Costa Rica por la línea de status quo entre ambas naciones y pidió que de manera amistosa se resolviera la disputa. A finales de año, Costa Rica recibió al Ministro Plenipotenciario de Colombia y se firmó la primera convención de arbitraje entre ambos países, aunque para Costa Rica lo asumió como una cesión por temor a una amenaza de guerra por parte de Colombia. El 25 de diciembre de 1880, los representantes de Costa Rica y de Colombia, decidieron someter el arbitraje de esta demarcación limítrofe al Rey Alfonso XII de España.
A pesar de que las autoridades costarricenses actuaban con itermitencia sobre el conflicto fronterizo, se mantuvo la alta tasa de chiricanos residentes. En 1884, la población del Golfo Dulce siguió en aumento, donde fueron registrados 377 habitantes, de los cuales sólo 35 eran costarricenses. En 1900, el padre Vicente Krautwig atestiguó la falta de autoridades en Golfo Dulce y la alta población de colombianos en ella, considerándolo como una "población de frontera y de tránsito".
En 1896, se firmó en Bogotá una nueva convención, la cual sería arbitrada por el entonces presidente de Francia, Émile Loubet. El 11 de septiembre de 1900 se emitió el Fallo Loubet, pero no fue aceptado por Costa Rica, ya que perjudicaba a este país y otorgaba a Colombia más territorio disputado, en especial la cuenca del río Sixaola.

### Disputa entre Costa Rica y Panamá

Frontera según el Fallo Loubet (1900).

Frontera según el Fallo White (1914).

En 1905, luego de separarse Panamá del territorio colombiano, se intentó firmar un tratado con el nuevo gobierno panameño, denominado Tratado Pacheco-de la Guardia de 6 de marzo de 1905, ratificado por Panamá pero no por Costa Rica, que lo consideró caduco. Costa Rica, aprovechando la nueva coyuntura, donde Panamá era visto como un país más débil que Colombia, hizo intentos de ocupación en la zona designada a Panamá según el fallo Loubet en julio de 1904, en la localidad de Gandoca con una fuerza de 15 a 20 hombres del ejército costarricense. Nuevamente, el 28 de mayo de 1909 un destacamento armado de Costa Rica tomó posesión de la zona oeste del río Sixaola, provocando la protesta de Panamá.
Años más tarde, en 1910, Panamá y Costa Rica aceptaron de común acuerdo la mediación del gobierno de los Estados Unidos, que constituyó la convención de arbitraje Anderson-Porras y designó a Edward Douglass White como árbitro en su calidad presidente de la Corte Suprema de Justicia para determinar el límite entre Panamá y Costa Rica. El 12 de septiembre de 1914 el señor White firmó el fallo arbitral conocido como Fallo White, donde el gobierno panameño se mostró descontento con la resolución, ya que dicho fallo beneficiaba a Costa Rica. Así el statu quo legal se mantuvo por muchos años hasta el inicio de la guerra.
En 1914, el ministro de gobernación costarricense, Carlos María Jiménez visitó Golfo Dulce y corroboró que habitaban 800 personas, la mayoría chiricanos; y ordenó el traslado del poblado por razones sanitarias (hoy Puerto Jiménez), acción que se concretó en 1917. También en 1917, el secretario de guerra José Joaquín Tinoco Granados recibió una concesión de cocales en la zona del Golfo Dulce a su favor, hecho que llamó la atención de las autoridades panameñas que comenzaron a reforzar el área con más policías.
La primera mención relevante sobre Pueblo Nuevo de Coto dentro de la disputa ocurriría el 16 de diciembre de 1917, cuando un grupo de opositores del dictador costarricense Federico Tinoco llegó a Coto, huyendo rumbo a Panamá. Ellos encontraron que el pueblo de unos 30-40 habitantes estaba bajo soberanía panameña y que existía una autoridad local, el corregidor. Además se percataron que Coto mantenía comunicación con Panamá a través de una embarcación que llegaba cada 15 días procedente del puerto de Pedregal, vecino a la capital de Chiriquí, David. En ese entonces, Coto era uno de los dos corregimientos del distrito de Alanje, designado legalmente según el Código Administrativo de Panamá, aprobado en 1916.
Cuando se publicó la reseña de los opositores en 1920, la situación de Coto fue tomada con reproches en Costa Rica, lo que originó la búsqueda rápida de una resolución.

## Los combates

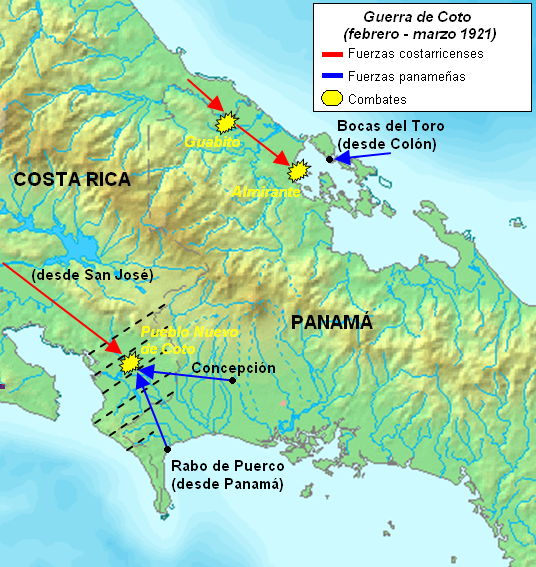
Descripción de la Guerra de Coto en 1921.

La guerra se libró en dos lugares. El primer lugar fue en Pueblo Nuevo de Coto y en los alrededores del río Coto en el sector del Pacífico. En esta área las fuerzas costarricenses sufrieron una serie de derrotas. El segundo escenario fue en el Atlántico, al oeste de la provincia de Bocas del Toro, aunque sin enfrentamientos, los costarricenses obtuvieron un rápido avance sobre territorio panameño.

### Batallas en Coto

#### Ocupación de la región por Costa Rica
El 21 de febrero de 1921 el gobierno costarricense a través de Héctor Zúñiga Mora, comandante militar del Golfo Dulce, envió un telegrama al gobernador de la provincia de Chiriquí, anunciando que acatando el fallo White estaba facultado a tomar posesión de la región de Coto, que en ese entonces estaba bajo la jurisdicción panameña y que enarbolarían la bandera de Costa Rica en Pueblo Nuevo de Coto, además de anular cualquier arrendamiento y cesión que tenga la región con Panamá, entre ellas el de los cultivos de coco en la región de Burica y que estaban bajo concesión del distrito de Alanje. El gobernador de Chiriquí resolvió en protestar por dicha decisión y comunicó con carácter de urgencia al presidente Porras.
A las 4 p. m. del 21 de febrero, a través del río Coto llegó un buque gasolina costarricense a Pueblo Nuevo y desembarcaron un coronel, un teniente y un jefe civil que administraría la región, reuniéndose con el jefe policial panameño Manuel S. Pinzón donde le exigieron que se entregara ya que había cien soldados a bordo del barco. El jefe policial respondió que no entregaría nada ya que no tenía órdenes del gobierno panameño, sin embargo no ofreció resistencia alguna y los costarricenses enarbolaron su bandera, manteniendo las tropas a bordo del buque; mientras que el jefe policial de Coto mandó un telegrama al jefe policial de la provincia de Chiriquí, quien respondió que concentraría a todos los policías de la provincia y seguiría las órdenes del gobernador.
El 22 de febrero, Porras llamó a los secretarios de Relaciones Exteriores, Narciso A. Garay; de Hacienda y Tesoro, Eusebio A. Morales; de Instrucción Pública, Jeptha B. Duncan; de Fomento y Obras Públicas, Manuel Quintero Villareal y a Próspero Pinel como invitado especial, a una sesión extraordinaria para decidir las medidas ante lo que consideraban una invasión. El propio presidente dispuso en enviar una fuerza expedicionaria con suma reserva para sorprender a las fuerzas costrarricenses liderada por él mismo; aunque el secretario Morales logró persuadir al presidente a que delegara dicha labor a otra persona, previniendo un aparente vacío del poder en la capital panameña. Entonces se nombró al general Quintero Villareal, como jefe de la expedición, quien era un veterano de la Guerra de los Mil Días en las postrimerías de la unión a Colombia, y era oriundo de Chiriquí, por lo que conocía el terreno.
Sin embargo, una de las principales dificultades para la movilización de los panameños era la falta de armas. Panamá había disuelto su ejército en 1904 por temor a un golpe de Estado, y una intervención estadounidense en 1915 obligó a que las armas de largo alcance fueran entregadas y vendidas, dejando virtualmente desarmada a la policía panameña. Pero el presidente Porras reveló que la expedición podía ser armada con carabinas que se vendían en dos almacenes de la capital, sumado a los rifles de los policías del interior del país que estuvieran en buen estado y con 50 fusiles Remington con 60 000 municiones que el propio Porras había ocultado secretamente en el cuarto posterior del patio bajo del Palacio de Las Garzas, escondidas durante la época del desarme y que esperaba que estuvieran en buen estado luego de varios años. Se encargó al teniente Ávila y al portero Olivier Herrera, quienes sirvieron a Porras en su primer período presidencial, para la prueba de las municiones, donde confirmaron que se encontraban en buen estado.
En la noche del 22 de febrero, se hicieron los preparativos del contingente con 50 policías al mando del capitán Tomás Armuelles, armados con rifles; y de otros 50 agentes armados con carabinas al mando de general Quintero como jefe de la expedición. Para realizar el transporte, se decidió usar el buque vapor Veraguas que llevaría a la expedición a Chiriquí, y cuyo manejo estaba a cargo el señor Próspero Pinel, quien había objetado que el barco no podía salir esa misma noche por falta de carbón. El presidente Porras, urgido por la emergencia nacional, gestionó la compra del carbón a través de fábricas cuyos dueños eran amigos suyos: el señor McGuines, gerente de la Cervecería Balboa, ofreció el combustible necesario a Pinel para emprender la expedición al momento de terminar la sesión. En la madrugada del 23 de febrero, partieron del Muelle Inglés en la ciudad de Panamá en el vapor Veraguas bajo el mando de Quintero y en compañía del gobernador de la provincia de Panamá, Rodolfo Estripeaut.
También el 22 de febrero, las fuerzas panameñas bajo el mando del capitán Juan B. Grimaldo, del teniente Francisco Benítez y del subteniente Joaquín Amaya, junto con 50 o 60 policías provenientes de David, partieron en tren hacia La Concepción, para luego continuar a La Pita, Divalá y Progreso, para viajar después a pie hacia Coto. Los panameños organizaron en David la Primera Compañía de Voluntarios de David, que partiría una vez el tren volviera de La Concepción; bajo el mando del coronel Laureano Gazca partió de La Concepción un contingente llamado "Los 13 voluntarios de Bugaba".

#### Concentración de las fuerzas panameñas
El 24 de febrero el gobernador de Chiriquí envió un telegrama al presidente indicando que las tropas acantonadas en Coto aumentaban a 200 y que se encontraban bien armadas, dejando una situación complicada a las fuerzas panameñas que se estaban apenas concentrando en Chiriquí.
El presidente Porras envió dos telegramas al general Quintero dando instrucciones de ir a la ofensiva y no permitir refuerzo, reagrupamiento o comunicación de las fuerzas costarricenses, indicando inclusive llevar el vapor Veraguas al golfo Dulce e impedir por la fuerza la llegada de cualquier embarcación. También Porras indició que de Panamá saldría el buque David con 70 rifles y algunas carabinas de largo alcance, al mando del general Barrera. No obstante, el general Quintero llegó apenas al pueblo de Progreso (a unos 45 km al oeste de David) a las 3 de la madrugada del 24 de febrero, luego de un viaje de 43 horas en el vapor desembarcando en el puerto de Rabo de Puerco y se movilizó a Progreso vía tren, descartando cumplir las instrucciones de Porras en los telegramas, debido al aumento de las tropas costarricenses y porque apenas había armas para 100 hombres, dejando a 150 personas desarmadas. Quintero decidió entonces hacer de Progreso su base de operaciones reforzando el espionaje y esperaría al David con el resto de las municiones.
La situación de guerra se hizo conocer en todo el país y se comenzaron a hacer manifestaciones nacionalistas en la Ciudad de Panamá. El 24 de febrero se organizó de manera espontánea una marcha con 6 mil personas solicitando al presidente Porras mayores detalles sobre la disputa fronteriza, marchando desde la plaza de Santa Ana rumbo a la residencia del presidente Porras en San Felipe. La marcha estuvo organizada por Harmodio Arias, Aurelio A. Dutary, Ricardo A. Morales, Luis Felipe Clement, Frank Morales, Antonio Alberto Valdés y Julio Poyló. Un joven orador, Domingo H. Turner, fue quien en representación de la marcha pidió a Porras una explicación, y que el pueblo panameño iba a defender lo necesario ante la ocupación costarricense. Porras, junto con todos sus secretarios de Estado, declaró desde el balcón de su residencia que se sentía "asombrado" por la acción, a pesar de que tres meses antes un representante de Costa Rica había ido a reunirse con él en Panamá expresando "manifestaciones de amistad y fraternidad", y que a pesar de la situación se tomarían las medidas para defender territorio panameño, por lo que se adhería al sentimiento de los manifestantes y exhortó a los ciudadanos a inscribirse en la alcaldía para ser voluntarios ante lo que se consideraba una invasión.
Ante el cambio de estrategia Porras ordenó al gobernador de Chiriquí recoger las armas para armar las tropas que iban rumbo a Coto. También ordenó formar un cuerpo de seguridad integrado por civiles. Mientras, el presidente Porras promulgó el decreto N.º 49 del 26 de febrero de 1921 en donde declaró que Costa Rica había invadido Panamá y que se tomarían medidas para expulsar a las fuerzas costarricenses. Suspendió los derechos individuales descritos en la Constitución y se llamó al servicio militar obligatorio a todos los panameños varones entre 18 y 40 años de edad, convocando al servicio en las alcaldías de todos los distritos. La Policía Nacional se convertiría en un cuerpo militar al mando del Gobierno y quedaría sujeto a las leyes militares, mientras que las labores policiales serían prestados por el Benemérito Cuerpo de Bomberos de Panamá y por los voluntarios. Adicionalmente se convocó a la Asamblea Nacional de Panamá a sesiones extraordinarias.
El 25 de febrero, el presidente Porras envió un telegrama al general Quintero pidiendo nuevamente que se sitúe frente a Coto con el fin de impedir un refuerzo de los costarricenses y le notificó que el David seguía preparándose rumbo a Chiriquí con una fuerza de 150 tropas ya armadas, y con 100 rifles más para los desarmados en Progreso, junto con municiones y mochilas. También anunció que había 5 mil ciudadanos enlistados como voluntarios.
El presidente Porras emitió un nuevo decreto, el N.º 50 del 26 de febrero de 1921 indicando la creación de una intendencia militar, nombrando al coronel Rafael Neira A. como Intendente General. La intendencia tendría la función de depositar, reparar, recolectar y distribuir las armas de guerra y equipos militares. También el intendente general tendría la función de ordenar a los gobernadores de provincias y alcaldes de distritos en las funciones militares.

#### Ofensiva panameña

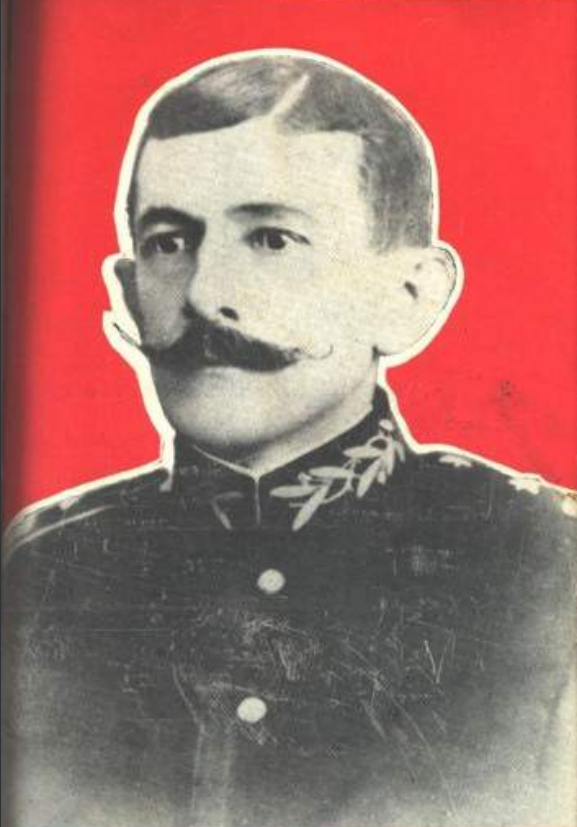
Manuel Quintero Villarreal sería el encargado de concentrar y dirigir las fuerzas panameñas en Coto.

El general Quintero recibió el telegrama de Porras y aceptó establecer un plan ofensivo sobre el río Coto usando el vapor Veraguas para movilizar las tropas. Se haría un ataque combinado de 100 hombres de caballería que ingresarían por el camino real y 50 hombres de infantería por otro lado, junto con los disparos que se harían desde el vapor y con 50 hombres de la izquierda dirigidos por el propio Quintero, desembarcando a corta distancia de la base costarricense.
El mismo día el general Quintero recibió a un desertor de las tropas de Costa Rica, quien reveló detalles del contingente, indicando que sólo tienen estacionado un buque, el mismo que se usó para la ocupación el día 21. El presidente Porras en un telegrama, pidió a Quintero que no se confiara de los desertores y que verificara los datos, también le reveló que extraoficialmente los Estados Unidos había mandado una flotilla de observación, pero que por el momento no intervendrían. Quintero dispuso un grupo de 126 hombres de caballería para avanzar por tierra con el fin de reconocer el terreno y estacionarlos sobre el río Lagarto, esperando la llegada del Veraguas a través del río Coto. En esa fuerza expedicionaria estaban el capitán Armuelles y Antonio Alvarado. Adicionalmente se mantuvieron 100 hombres sin armas en Rabo de Puerco esperando las armas del David. Finalmente a las 4 p. m. del 25 de febrero zarpó desde Panamá la segunda expedición con el vapor David con 200 policías a órdenes del inspector Lamb, unos 270 rifles con sus municiones, un cuerpo de la Cruz Roja comandado por el Dr. Dutari.
El Veraguas partiría en la mañana del 26 de febrero con 75 hombres rumbo a Coto, según telegrama del general Quintero, creyendo que el David se encontraría cerca, pero el retraso del zarpe del David obligó a Quintero a posponer la salida del Veraguas, dejando la fuerza expedicionaria de caballería con la decisión de tomar o no Coto. El general Quintero mandó una serie de instrucciones a los capitanes Armuelles, Solís y Grimaldo, al coronel Gasca y a los tenientes Mejía, Colorado y Lagarto dejando a su criterio las acciones dependiendo de la cantidad de tropas estacionadas en Coto.
El David siguió retrasándose, haciendo una escala en Aguadulce y zarpando en la tarde del 26, por lo que el general Quintero propuso mandar el Veraguas al puerto de Pedregal, cerca de David, ya que el buque era usado para el transporte de ganado por Panamá y estaba latente una amenaza de escasez de ganado, y prefirió usar el David para el desembarque fluvial. Adicionalmente, con 10 voluntarios se hizo una trocha por la montaña que acortaría el camino unos 15 km y se instaló una línea telegráfica en dirección a Coto. Mientras que a través del decreto N.º 51 del 26 de febrero se nombra al general Quintero como jefe de la división de Chiriquí del ejército panameño.
En un telegrama del 27 de febrero, el general Quintero comunicó a Porras la frustración de la constante demora del David y el retardo de la acción ofensiva panameña en Coto, dejando en solitario a la caballería. Mientras que en la provincia de Chiriquí se comenzó a detener a ciudadanos costarricenses bajo la sospecha de que pudieran trabajar como infiltrados.
Sin embargo, la respuesta de Costa Rica se hizo llegar el 26, con manifestaciones populares en San José y Cartago y hubo ataques a los consulados de Panamá, según telegrama del presidente Porras. Adicionalmente, enviarían dos refuerzos de 300 hombres hacia Coto y de 25 hombres al norte en el río Sixaola.
Las fuerzas de caballería encabezadas por el coronel Gasca y los policías de David liderados por los capitanes Armuelles y el teniente Mejía se reunieron en el río Lagarto y avanzaron a Coto al amanecer del 27 de febrero. Mientras los panameños se organizaban para realizar la ofensiva, dos costarricenses que recorrían el lugar fueron capturados. Para mayor sorpresa uno de ellos resultó ser el coronel Zúñiga Mora, jefe la expedición de Costa Rica, y el otro era el coronel Daniel González. Ambos aseguraron que estaban de cacería. El teniente Mejía exigió a Zúñiga Mora la rendición del destacamento, por lo que sin resistencia los costarricenses se rindieron. Los panameños habían recobrado Coto sin combate, y capturaron a 30 costarricenses, cargándose con más fusiles y municiones. El teniente Mejía temía la llegada de refuerzos costarricenses por el río Coto, por lo que ordenó que exploraran el lugar, ubicar a los centinelas y tomar posiciones entre los bosques y manglares.
A las 5 y media de la tarde del 27 se acercaba la motonave La Sultana con tropas costarricenses que iban a reforzar el campamento en Coto arengando ánimos a su país y al presidente Julio Acosta García, confiados de que el destacamento de Zúñiga Mora los iba a recibir. Al toque de corneta los panameños abrieron fuego de fusiles, dejando encallada a la motonave y sus tripulantes se rindieron después de una hora de combate con el resultado de cuatro muertos, nueve heridos y 30 prisioneros costarricenses más, mientras que del lado panameño dejó dos heridos. Entre los muertos de significación estaba el jefe político del golfo Dulce, Coronel Daniel Herrera.
También se capturó a la Sultana (con una capacidad de 100 personas y 70 caballos de fuerza), una ametralladora completamente nueva con 6 mil tiros, 25 rifles tipo Mauser, dos banderas, algunos víveres y correspondencia del Ministerio de Guerra de Costa Rica. Se dispuso que los 69 prisioneros (incluyendo los heridos) fueran llevados en La Sultana hacia Rabo de Puerco. Un grupo de panameños al mando del coronel Gasca, tuvo la misión de tomar la nave y partir en la mañana del 28 de febrero para navegar por el Golfo Dulce hasta llegar al destino.
Al 28 de febrero, el vapor David llegó a Rabo de Puerco y el general Quintero ordenó movilizarlo a Coto para reforzar el campamento panameño, mientras que se enviaría una caballería por tierra comandado por el capitán Zurita. El general Quintero inicialmente iría a Coto vía marítima para pasar revista al campamento, pero la ausencia de artillería pesada en el David y la amenaza latente de una represalia de Costa Rica, obligaron a retractarse, concentrando en el reforzamiento vía terrestre. El presidente Porras en un dos telegramas felicitó a Quintero y a los que participaron en las dos ofensivas.
En una de las misivas decomisadas por las tropas costarricenses, se encontraba una del ministro de Guerra, Aquiles Acosta, fechada el 25 de febrero alertando de los movimientos de los panameños y que el envío de la ametralladora nueva era para repeler cualquier intento. Además se había planeado tomar el poblado de Cañas Gordas (actualmente en el distrito de Renacimiento). También se encontraron otros documentos de valor que revelaban que desde diciembre de 1920 Costa Rica estaba preparando la ocupación de la zona de Coto, y habían estudiado minuciosamiente la región incluyendo cuántas personas residían. Quintero propuso a Porras la ocupación panameña de todo el golfo Dulce y ponerlo como moneda de canje ante una posible negociación de la paz, pero Porras reprendió a Quintero ya que no era conveniente invadir territorio costarricense y que el propósito de Panamá no era de "conquistar", y ordenó la colocación de la ametralladora en el David.
En la mañana del 1 de marzo arribó el navío costarricense La Estrella ignorando lo ocurrido y tuvo un desenlace similar al de La Sultana. En la lucha hubo 27 muertos, numerosos heridos y gran cantidad de armas cayeron en manos panameñas, distribuyéndose entre la Primera Compañía de Voluntarios de David.
Al atardecer de ese día llegaba otro navío, La Esperanza con 56 soldados y voluntarios, también ignoraban que no los esperaban los hombres de Zúñiga Mora, el desconocimiento fue tal, que cuando llegaron, en la proa del navío se puso un fonógrafo tocando las notas del himno nacional de Costa Rica; esto comenzó un tiroteo matando al que puso el fonógrago. Daniel Herrera, quien comandaba el navío creyó que era una equivocación pero no fue así y siguió el tiroteo dejando como resultado 16 muertos, entre ellos el propio Herrera y numerosos heridos y 46 prisioneros.
El 2 de marzo los prisioneros costarricenses fueron llevados a Rabo de Puerco, algunos a David y otros a la isla de Taboga.
Muchos más panameños, provenientes de todo el país, llegaron a Rabo de Puerco para ir a pelear en Coto, pero ya la contienda había terminado.

### Avance en Bocas del Toro
En Bocas del Toro, la situación era completamente diferente. Con la ayuda del ferrocarril de la United Fruit Company, unos mil soldados costarricenses bien armados y dirigidos por oficiales veteranos ocuparon sin lucha Guabito, Almirante y Changuinola el 4 de marzo. Los panameños de esa área se quedaron esperando los refuerzos desde la capital con sus armas. Superados en número y en armamento no tuvieron más opción que replegarse.

## Fin de la guerra y consecuencias

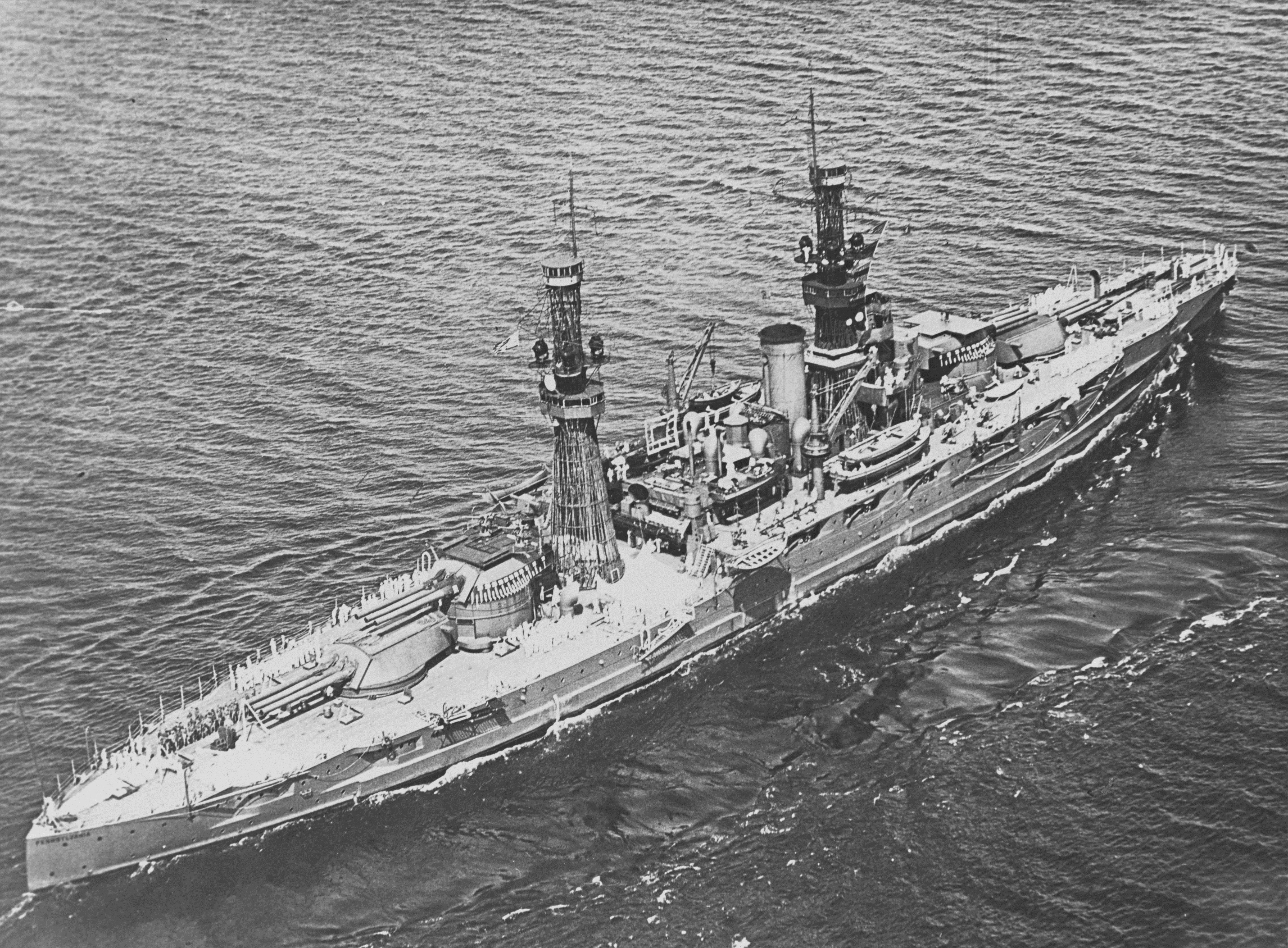
El Pennsylvania fue una de las naves estadounidenses que aparecieron en la zona con el fin de acabar con la guerra.

Desde el 4 de marzo la guerra toma un giro inesperado. En la bahía de Charco Azul, en Chiriquí, apareció el acorazado Pennsylvania con órdenes de proteger a los ciudadanos e intereses estadounidenses en la zona. Igualmente apareció el crucero Sacramento en la costa atlántica el 5 de marzo. Estados Unidos exigió a ambos países el cese de hostilidades y el retiro de las fuerzas de beligerantes. Sin más opciones, los hombres de ambos mandos abandonaron sus posiciones.
Pocos días después, el 18 de marzo de 1921, hubo un accidente ferroviario cerca del puerto de Pedregal, donde murieron cuatro personas y varios heridos, todos ellos combatientes de Coto que regresaban del conflicto. Entre ellos se encontraba Tomás Armuelles, Benjamín Zurita, Arcadio Porto y Francisco Durán, quienes murieron ahogados. Tras esta tragedia, se decidió renombrar la localidad de Rabo de Puerco como Puerto Armuelles.
En David, los expedicionarios panameños fueron recibidos como héroes por la población y un homenaje similar recibieron en la capital el general Quintero y sus hombres del presidente Porras y de la ciudadanía.
Panamá intentó por sus medios en los meses posteriores a la guerra en apelar ante Estados Unidos el diferendo fronterizo, sin embargo este país no cambió su opostura frente al fallo White, por lo que no quedó otra opción a Panamá en acatarlo. El 24 de agosto de 1921, el presidente Porras decretó duelo nacional por un mes. Se supo del embajador estadounidense en Panamá, William Jennings Price, que Costa Rica ocuparía definitivamente la zona de Coto el 5 de septiembre, por lo que el gobierno nacional dispuso el cierre de las oficinas gubernamentales y comercios privados en ese día. También se propuso hacer una procesión popular pero fue descartada debido a presiones del gobierno estadounidense en que las manifestaciones podrían generar un sentimiento antiestadounidense en la población. Los panameños se limitaron a reunirse en los parques en silencio, mientras que en Costa Rica la situación fue celebrada con algarabía.
A pesar de la existencia del fallo White, los problemas limítrofes entre ambos países fueron superados definitivamente con la firma del tratado Arias-Calderón Guardia en 1941.
El 31 de enero de 1962 se reconoció por parte del gobierno panameño a los participantes de la guerra como veteranos, recibiendo beneficios sociales. El último soldado panameño sobreviviente, José María Peralta, murió el 26 de junio de 1996.
Por parte, Costa Rica erigió en 1961 dos monumentos conmemorativos a los fallecidos en la guerra en el Parque Morazán en San José, y uno más en Pueblo Nuevo de Coto. La guerra se mantuvo invisibilizada por muchos años, hasta que en 2008 se comenzó a conmemorar la fecha a nivel local y en 2015 fue incluido a nivel nacional dentro del calendario escolar.